# Zele
Zele este o comună neerlandofonă situată în provincia Flandra de Est, regiunea Flandra din Belgia. La 1 ianuarie 2011 avea o populație totală de 20.763 locuitori. Suprafața totală a comunei este de 33,06 km². Comuna Zele este formată din localitățile Zele, Avermaat, Durmen, Heikant și Huivelde-Hansevelde. 
Comuna Zele se învecinează cu comunele Lokeren, Waasmunster, Berlare, Hamme, Dendermonde și Grembergen.